# Why Is There Air?
| Recensione | Giudizio |
| ---------- | -------- |
| Allmusic   | [ 1 ]    |

Why Is There Air? è un album discografico dal vivo dell'attore comico statunitense Bill Cosby, pubblicato nel 1965 dalla Warner Bros. Records.

## Descrizione
Registrato presso il Flamingo Hotel di Las Vegas, Nevada; l'album vinse il Grammy Award nella categoria Best Comedy Album nel 1966.
La traccia finale, Hofstra, è una rivisitazione estesa del pezzo comico TV Football, tratto dal secondo album di Cosby, I Started Out as a Child.
Jerry Seinfeld ha indicato questo album come uno dei suoi preferiti di sempre e una delle maggiori fonti di ispirazione per intraprendere la carriera di comico.

## Tracce
Lato 1
1. Kindergarten – 8:15
2. Personal Hygiene – 1:04
3. Shop – 3:10
4. Baby – 3:49
5. Driving in San Francisco – 3:45

Lato 2
1. $75 Car – 7:40
2. The Toothache – 4:10
3. Hofstra – 8:00